# 2002-es Formula–1 világbajnokság
A 2002-es Formula–1-es szezon volt az 53. FIA Formula–1 világbajnoki szezon. 2002. március 3-ától október 13-áig tartott, és 17 futamból állt. Mind az egyéni, mind a konstruktőri versenyben bajnoki címvédés történt, a versenyzők közt Michael Schumacher ötödik, még a gyártók közt a Ferrari tizenkettedik világbajnokságát nyerte. Schumacher mind a 17 futamon dobogóra állt (a majáj nagydíj kivételével vagy az első, vagy a második helyen végzett), ami új rekord volt a sportág történetében. Ugyancsak rekord volt akkor az egy idényen belül elért 11 győzelem, valamint az, hogy már hat futammal a szezon vége előtt eldőlt a világbajnoki cím sorsa. Megdöntötte a legnagyobb pontkülönbséggel elért bajnoki cím rekordját (67), és az egy idényben gyűjtött legtöbb bajnoki pontét (144). A Ferrari konstruktőri bajnoki címe megszerzése során pont annyi pontot gyűjtött, mint az összes többi csapat együttvéve. Ez a dominancia arra késztette a sportág vezetőit, hogy szabályváltozásokat vezessenek be, már a következő idénytől.
Ebben az évben debütált Anthony Davidson, Allan McNish, Mark Webber, Szató Takuma és Felipe Massa, valamint a Toyota csapat. A Renault huszonhét év után tért vissza gyári csapatként.
A 2002-es szezonban tizenkét nemzet huszonhárom versenyzője vett részt. Legnagyobb számban Nagy-Britannia képviseltette magát öt versenyzőjével, de Németország is négy, Brazília pedig három fővel volt jelen. A 2025-ös idénnyel bezárólag ez az utolsó olyan szezon, amelyben egy olyan pilóta se vett részt, aki ma is aktívan versenyez.
Ötödik bajnokságát nyerve Michael Schumacher utolérte Juan Manuel Fangiót a világbajnoki címek számát tekintve. Az argentin negyvenkét évig tartotta ezt a rekordot.

## Csapatok és versenyzők
| Csapat                     | Konstruktőr      | Kasztni     | Motor                       | Gumik | #  | Versenyző             | Futam      | Tesztversenyző                                             |
| -------------------------- | ---------------- | ----------- | --------------------------- | ----- | -- | --------------------- | ---------- | ---------------------------------------------------------- |
| Scuderia Ferrari Marlboro  | Ferrari          | F2001BF2002 | Ferrari 050 Ferrari 051     | B     | 1  | Michael Schumacher    | Mind       | Luca Badoer Luciano Burti                                  |
| Scuderia Ferrari Marlboro  | Ferrari          | F2001BF2002 | Ferrari 050 Ferrari 051     | B     | 2  | Rubens Barrichello    | Mind       | Luca Badoer Luciano Burti                                  |
| West McLaren Mercedes      | McLaren-Mercedes | MP4-17      | Mercedes-Benz FO110M        | M     | 3  | David Coulthard       | Mind       | Jean Alesi Alexander Wurz                                  |
| West McLaren Mercedes      | McLaren-Mercedes | MP4-17      | Mercedes-Benz FO110M        | M     | 4  | Kimi Räikkönen        | Mind       | Jean Alesi Alexander Wurz                                  |
| BMW WilliamsF1 Team        | Williams-BMW     | FW24        | BMW P82                     | M     | 5  | Ralf Schumacher       | Mind       | Antônio Pizzonia Giorgio Pantano Marc Gené                 |
| BMW WilliamsF1 Team        | Williams-BMW     | FW24        | BMW P82                     | M     | 6  | Juan Pablo Montoya    | Mind       | Antônio Pizzonia Giorgio Pantano Marc Gené                 |
| Sauber Petronas            | Sauber-Petronas  | C21         | Petronas 02A                | B     | 7  | Nick Heidfeld         | Mind       | Neel Jani                                                  |
| Sauber Petronas            | Sauber-Petronas  | C21         | Petronas 02A                | B     | 8  | Felipe Massa          | 1-15 17    | Neel Jani                                                  |
| Sauber Petronas            | Sauber-Petronas  | C21         | Petronas 02A                | B     | 8  | Heinz-Harald Frentzen | 16         | Neel Jani                                                  |
| DHL Jordan Honda           | Jordan-Honda     | EJ12        | Honda RA002E                | B     | 9  | Giancarlo Fisichella  | Mind       | Ricardo Zonta                                              |
| DHL Jordan Honda           | Jordan-Honda     | EJ12        | Honda RA002E                | B     | 10 | Szató Takuma          | Mind       | Ricardo Zonta                                              |
| Lucky Strike BAR Honda     | BAR-Honda        | 004         | Honda RA002E                | B     | 11 | Jacques Villeneuve    | Mind       | Darren Manning Anthony Davidson Patrick Lemarié Fukuda Rjó |
| Lucky Strike BAR Honda     | BAR-Honda        | 004         | Honda RA002E                | B     | 12 | Olivier Panis         | Mind       | Darren Manning Anthony Davidson Patrick Lemarié Fukuda Rjó |
| Mild Seven Renault F1 Team | Renault          | R202        | Renault RS22                | M     | 14 | Jarno Trulli          | Mind       | Fernando Alonso                                            |
| Mild Seven Renault F1 Team | Renault          | R202        | Renault RS22                | M     | 15 | Jenson Button         | Mind       | Fernando Alonso                                            |
| Jaguar Racing F1 Team      | Jaguar-Cosworth  | R3 R3B      | Cosworth CR-3 Cosworth CR-4 | M     | 16 | Eddie Irvine          | Mind       | André Lotterer James Courtney                              |
| Jaguar Racing F1 Team      | Jaguar-Cosworth  | R3 R3B      | Cosworth CR-3 Cosworth CR-4 | M     | 17 | Pedro de la Rosa      | Mind       | André Lotterer James Courtney                              |
| Orange Arrows              | Arrows-Cosworth  | A23         | Cosworth CR-3 Cosworth CR-4 | B     | 20 | Heinz-Harald Frentzen | 1-12       | nem volt                                                   |
| Orange Arrows              | Arrows-Cosworth  | A23         | Cosworth CR-3 Cosworth CR-4 | B     | 21 | Enrique Bernoldi      | 1-12       | nem volt                                                   |
| KL Minardi Asiatech        | Minardi-Asiatech | PS02        | Asiatech AT02               | M     | 22 | Alex Yoong            | 1-12 15-17 | Tarso Marques Matteo Bobbi Szergej Zlobin Jirko Malchárek  |
| KL Minardi Asiatech        | Minardi-Asiatech | PS02        | Asiatech AT02               | M     | 22 | Anthony Davidson      | 13-14      | Tarso Marques Matteo Bobbi Szergej Zlobin Jirko Malchárek  |
| KL Minardi Asiatech        | Minardi-Asiatech | PS02        | Asiatech AT02               | M     | 23 | Mark Webber           | Mind       | Tarso Marques Matteo Bobbi Szergej Zlobin Jirko Malchárek  |
| Panasonic Toyota Racing    | Toyota           | TF102       | Toyota RVX-02               | M     | 24 | Mika Salo             | Mind       | Ryan Briscoe Stéphane Sarrazin                             |
| Panasonic Toyota Racing    | Toyota           | TF102       | Toyota RVX-02               | M     | 25 | Allan McNish          | Mind       | Ryan Briscoe Stéphane Sarrazin                             |

Valamennyi csapat 3 literes V10-es elrendezésű motorral versenyzett.

### Csapatváltozások
- 2001 novemberében a Prost csapat csődvédelmet kért, majd 2002 januárjában felszámolták. Ezzel a még Ligier csapatként 1976-ban kezdődött történet véget ért[1]. A 18-as és 19-es számokat nem osztották ki ebben az idényben. A Phoenix Finance vásárolta meg a csapat romjait, és a maláj nagydíjtól kezdve nevezni kívántak Gastón Mazzacane és Tars Marques pilótafelálással, de a nevezésüket elutasították, mert a felvásárlás nem volt teljes körű. Még ennek ellenére is megpróbáltak részt venni a futamon, de eltiltották őket[2].
- Miután az előző évet végigtesztelték, a 2002-es szezonban már benevezett konstruktőrként a Toyota.
- Bár már 2000-ben felvásárolta a Benetton istállót, csak a 2002-es idénytől kezdődően vette a Renault a nevére azt[3]. Nagy változásokkal nem járt mindez együtt, mert a csapat egyébként is a Renault motorjait (később Playlife néven) használta évekig.
- Az Asiatech motorszállító szakított az Arrows-szal, amely Cosworth egységekre váltott, és helyette a Minardi partnere lett[4]. A német nagydíj után az Arrows, kétségbeejtő anyagi helyzete miatt, visszalépett, ezzel egy újabb nagy múltú istálló tűnt el végleg[5].

### Pilótaváltozások
- Mika Häkkinen az előző idény végével visszavonult. Eredetileg ugyan arról volt szó, hogy csak egy évet hagy ki, és esetleg a Williams csapattal tér vissza, ebből nem lett semmi. A helyére a Sauber csapattól érkezett egy másik finn, Kimi Räikkönen. Az ő helyére a Sauber a címvédő Euro Formula–3000 bajnokot, Felipe Massát igazolta le.
- Giancarlo Fisichella és Jarno Trulli helyet cseréltek: előbbi ment a Jordanhez, utóbbi a Renault-hoz. A Jordan másik pilótája a BAR tesztversenyzője, Szató Takuma lett, miután Jean Alesi úgy döntött, hogy visszavonul, Ricardo Zontát pedig nem alkalmazták.
- Heinz-Harald Frentzen, jobb lehetőség híján, az Arrows csapatnál kötött ki - két éven belül ez már a harmadik csapata volt. A kedvéért a csapat elbocsátotta az egyébként érvényes szerződésel rendelkező Jos Verstappent, akinek így ebben az évben nem jutott volán. Az Arrows visszalépése után mind ő, mind Enrique Bernoldi ülés nélkül maradtak 2002-re. Frentzen az amerikai nagydíjon a Sauber csapatnál helyettesítette Massát, ugyanis a következő idényben már náluk versenyzett.
- Fernando Alonsót leigazolta a Renault, de egyelőre csak tesztpilótának. Helyette a Minardi új versenyzője Mark Webber lett. A másik pilóta maradt Alex Yoong, de ő annyira pocsékul teljesített, hogy két futamra "önbizalomerősítő szabadságra" küldték, és ANthony Davidson helyettesítette. Eredetileg Justin Wilsont szemelték ki a feladatra, de ő túl magas volt[6].
- A Toyota versenyzőpárosa a korábban már a több más csapatnál is versenyző Mika Salo és az újonc Allan McNish voltak.
- A megszűnt Prost csapat pilótái közül Luciano Burti a Ferrari tesztversenyzője lett, Tomáš Enge pedig visszatért a nemzetközi Formula–3000-be.
- A Williams Marc Gené mellé leigazolta Antônio Pizzoniát tesztpilótának, a Jaguar pedig André Lotterert[7].

## Szabályváltozások
- Biztonsági okokból a visszapillantó tükröknek és a hátsó lámpáknak nagyobbaknak kelett lennie, továbbá a törésteszteken kiemelt hangsúlyt kellett fektetni a hátulról történő ütközés vizsgálatára.
- Ettől az idénytől kezdve az autó és a pitwall között az adatáramlás kétoldalú lett. Ennek köszönhetően a pilóta közreműködése nélkül is tudott a csapat menet közben beállításokat végezni.

## Futamok
| #   | Verseny              | Pole pozíció       | Leggyorsabb kör    | Győztes versenyző  | Győztes konstruktőr | Összefoglaló |
| --- | -------------------- | ------------------ | ------------------ | ------------------ | ------------------- | ------------ |
| 681 | ausztrál nagydíj     | Rubens Barrichello | Kimi Räikkönen     | Michael Schumacher | Ferrari             | Összefoglaló |
| 682 | maláj nagydíj        | Michael Schumacher | Juan Pablo Montoya | Ralf Schumacher    | Williams            | Összefoglaló |
| 683 | brazil nagydíj       | Juan Pablo Montoya | Juan Pablo Montoya | Michael Schumacher | Ferrari             | Összefoglaló |
| 684 | San Marinó-i nagydíj | Michael Schumacher | Rubens Barrichello | Michael Schumacher | Ferrari             | Összefoglaló |
| 685 | spanyol nagydíj      | Michael Schumacher | Michael Schumacher | Michael Schumacher | Ferrari             | Összefoglaló |
| 686 | osztrák nagydíj      | Rubens Barrichello | Michael Schumacher | Michael Schumacher | Ferrari             | Összefoglaló |
| 687 | monacói nagydíj      | Juan Pablo Montoya | Rubens Barrichello | David Coulthard    | McLaren             | Összefoglaló |
| 688 | kanadai nagydíj      | Juan Pablo Montoya | Juan Pablo Montoya | Michael Schumacher | Ferrari             | Összefoglaló |
| 689 | európai nagydíj      | Juan Pablo Montoya | Michael Schumacher | Rubens Barrichello | Ferrari             | Összefoglaló |
| 690 | brit nagydíj         | Juan Pablo Montoya | Rubens Barrichello | Michael Schumacher | Ferrari             | Összefoglaló |
| 691 | francia nagydíj      | Juan Pablo Montoya | David Coulthard    | Michael Schumacher | Ferrari             | Összefoglaló |
| 692 | német nagydíj        | Michael Schumacher | Michael Schumacher | Michael Schumacher | Ferrari             | Összefoglaló |
| 693 | magyar nagydíj       | Rubens Barrichello | Michael Schumacher | Rubens Barrichello | Ferrari             | Összefoglaló |
| 694 | belga nagydíj        | Michael Schumacher | Michael Schumacher | Michael Schumacher | Ferrari             | Összefoglaló |
| 695 | olasz nagydíj        | Juan Pablo Montoya | Rubens Barrichello | Rubens Barrichello | Ferrari             | Összefoglaló |
| 696 | amerikai nagydíj     | Michael Schumacher | Rubens Barrichello | Rubens Barrichello | Ferrari             | Összefoglaló |
| 697 | japán nagydíj        | Michael Schumacher | Michael Schumacher | Michael Schumacher | Ferrari             | Összefoglaló |

## Közvetítések
A 2002-es szezontól a magyarországi közvetítési jogokat  az RTL Klub szerezte meg. Az időmérő edzések és a futamok többnyire élőben kerültek képernyőre. A magyar idő szerint kora reggeli versenyeket délután meg is ismételték. A magyar nagydíj kivételével valamennyi futamot a budapesti stúdióból kommentálták. A kommentátor továbbra is Palik László maradt, társa Juni György lett. Palikot szükség esetén Czollner Gyula helyettesítette. A helyszíni riporter felváltva volt Szujó Zoltán és Gyulai Balázs. A stúdióműsorokat Gyulai és Héder Barna vezették, visszatérő vendégeik Wéber Gábor és Szabó Róbert voltak.

## A szezon menete
Aussztráliában indult az idény, ahol Barrichello szerezte meg a pole pozíciót, de hamar fel kellett adnia a versenyt, mert az első kanyarban rosszul fékezett és összeütközött Ralf Schumacherrel. A balesetben hat autó volt érintett, ezéert beküldték a safety car-t. Az újraindítás után Coulthard vezetett, de egy hibát követően Michael Schumacher átvette a vezetést. Nem sokkal később Montoya utolérte őt és meg is előzte - ha nem csúszott volna ki, talán meg is nyerhette volna a versenyt, így viszont Schumacher megelőzte őt és nyert. Montoya a második lett, Räikkönen pedig a harmadik.
Malajziában Schumacheré lett a pole, de a rajt után összeütközött Montoyával, ezért Barrichello vette át a vezetést. Az első boxkiállásokig meg is tartotta a pozícióját, de ekkor Ralf Schumacher megelőzte őt, és végül ő lett a győztes. Montoya lett a második, közel 40 másodperc hátrányban, miután megbüntették az első körös baleset okozásáért. Michael Schumacher az utolsó körben ért oda a dobogó legalsó fokára, miután megelőzte a technikai problémákkal küzdő Jenson Buttont. A konstruktőri bajnokságot ekkor a Williams vezette.
Brazíliában Montoyáé lett a pole, és a rajtnál már megint összeakaszkodott Schumacherrel. Lezúzta az első szárnyát, ezzel győzelmi esélyeit lenullázva. Barrichello állt az élre, de technikai hiba miatt kiesett. Így Schumacher győzött, nagy csatát vívva a futam végén öccsével, aki mindössze fél másodperccel ért mögötte célba. A harmadik Coulthard lett.
Imolában Schumacher sima rajt-cél győzelmet aratott Barrichello és Ralf Schumacher előtt, ennek köszönhetően a Ferrari átvette a vezetést a konstruktőri bajnokságban is. A spanyol nagydíjon Schumacher megismételte a bravúrt, ekkor Montoya és Coulthard végeztek mögötte. A hétvégéről a Minardi visszaléptette az autóit, miután az első szárnyaik veszélyes mértékben törékenynek bizonyultak, és egyelőre nem találtak rá megoldást.
Ausztriában Barrichello indulhatott az élről, mellőle Ralf Schumacher rajtolhatott. Őt azonban hamar megelőzte Michael Schumacher, és sokáig ez volt az állás. A verseny vége felé aztán, teljesen érthetetlen okból a csapat azt az utasítást adta Barrichellónak, hogy engedje el Schumachert az utolsó körben. Erre Schumacher kényelmes előnye miatt igazán nem volt szükség, Barrichello azonban eleget tett ennek. A dobogón a közönség kifütyülte a Ferrari pilótáit, Schumacher pedig felhúzta maga mellé Barrichellót a dobogó legfelső fokára és jelképesen átadta neki a győzelemért járó trófeát. Az FIA mindenesetre megbüntette mindkét versenyzőt és a Ferrarit is, és 2003-tól betiltották a csapatutasításokat. A versenyt egyébként kétszer kellett biztonsági autóval megszakítani, ezek közül Szató és Heidfeld balesete volt a durvább, amit a két pilóta csodával határos módon úszott meg komolyabb sérülések nélkül.
Monacóban Montoyáé lett a pole, de Coulthard lerajtolta őt és meg is nyerte a versenyt. Mögötte Schumacher ért célba, aki a győzelemért folyamatosan harcban volt az utolsó körökben. A harmadik Ralf Schumacher lett.
Kanadában ismét Montoyáé lett a pole, de most Barrichello rajtolta őt le. Miután Jacques Villeneuve autója úgy lefulladt, hogy a pályabírók nem tudták azt maguktól letolni, beküldték a safety car-t. A kerékcseréknél a jobb boxtaktikán lévő Schumacher átvette a vezetést, mögötte Coulthard és Barrichello értek célba. A verseny után az újabb motorhiba miatt kieső Montoya olyan dühös volt, hogy anélkül hagyta ott a versenypályát, hogy bárkinek is nyilatkozott volna.
Az európai nagydíjon az élet kárpótolta Barrichellót az elvesztett osztrák győzelemért, mert végre nyerni tudott. A pole újra Montoyáé lett, aki ezúttal is kiesett, most ütközés miatt. A Ferrari kettős győzelmet aratott, a harmadik Räikkönen lett.
A brit nagydíjon újra Montoyáé lett a pole, a második helyről induló Barrichello pedig lefulladt a rajtnál. Montoya a 15. körig vezetett, de ekkor megérkezett az eső, Michael Schumacher pedig megelőzte őt és nyert. Montoya csak harmadik lett, miután technikai problémái ellenére Barrichello is megelőzte őt. Ezen a versenyen szerezte első pontjait, méghozzá rögtön kettős pontszerzéssel az addig csak küszködő BAR csapat.
A francia nagydíjon az a különös helyzet állt elő, hogy Schumacher pontelőnye akkora volt, hogy már ezen a hétvégén megszerezhette a világbajnoki címet. És ő nem is okozott csalódást, mert megnyerte a versenyt, és vele ötödik világbajnoki címét, amellyel egyenlített Juan Manuel Fangióval szemben. A dobogóra még a két McLaren ért oda, Räikkönen-Coulthard sorrendben. Az időmérő edzésen (amit szokás szerint Montoya nyert meg) Giancarlo Fisichella balesetet szenvedett és megsérült, emiatt a másnapi versenyen részt sem vett. A rossz anyagi helyzetben lévő Arrows két versenyzője meg sem próbálta megfutni a kvalifikáláshoz szükséges 107%-os időt.
A német nagydíjat már egy, a korábbihoz képest jócskán lerövidített Hockenheimringen rendezték meg. A pole-ból induló Schumacher simán nyert Montoya és Ralf Schumacher előtt. A versenyen mindkét Arrows kiesett technikai problémák miatt, és ez volt a csapat utolsó futama, miután pénzhiány miatt visszaléptek.
A magyar nagydíjat a pole-ból induló Barrichello nyerte Michael és Ralf Schumacher előtt, és ezzel a Ferrari megszerezte a konstruktőri bajnoki címet is. Alex Yoong-ot rossz eredményei miatt ezen és a következő versenyen is Anthony Davidson helyettesítette a Minardinál.
Belgiumban Schumacher nyert, mögötte Barrichello és Montoya végeztek. Egyedül a boxkiállások idején nem ő állt az élen, de emellett az övé volt a pole és a leggyorsabb kör is, egyszóval egy majdnem tökéletes hétvége volt számára. Ezzel máris rekordot állított fel, mert egészen addig senki nem nyert tíz nagydíjat egy idényben. Érdekesség, hogy az Arrows csapat ugyan elutazott a versenyhétvégére, de nem vettek részt semmin.
Az olasz nagydíjon a Ferrari újabb kettős győzelmet aratott, ezúttal Barrichello nyert. A harmadik helyen némi meglepetésre Eddie Irvine végzett a Jaguarral, ez volt számára és csapatának is az utolsó dobogós eredmény. A futamon debütált a HANS fej- és nyakvédő szerkezet, amelyet Felipe Massa viselt.
Az amerikai nagydíjon Schumacher indulhatott az élről, mellőle pedig Barrichello és Coulthard. A boxkiállásokat leszámítva végig tartotta is a vezető pozícióját, majd egy újabb botrányos Ferrari-befutó következett: az utolsó körben Schumacher azt találta ki, hogy fussanak be egyszerre. A versenyt így nyerte meg Barrichello, mindössze 11 százados előnnyel. A hétvége során lett biztos, hogy Barrichello második, Montoya pedig harmadik helyen végez az egyéni bajnokságban, a Williams pedig konstruktőri második lett. A Ferrari addig gyűjtött konstruktőri pontjaival a McLaren 1988-as rekordját is megdöntötte.
Az idény utolsó versenyét Japánban rendezték. Az időmérő edzésen Allan McNish hatalmas balesetet szenvedett, így ő már nem is vet részt a hétvége további részében. Schumacher ismét nyert a pole-ból indulva, a Ferrari pedig 15 győzelemmel beállította a McLaren 1988-as rekordját.

## Bajnokság végeredménye

### Versenyzők
Pontozás:
| Helyezés | 1. | 2. | 3. | 4. | 5. | 6. | 7.-20. |
| -------- | -- | -- | -- | -- | -- | -- | ------ |
| Pont     | 10 | 6  | 4  | 3  | 2  | 1  | 0      |

| Helyezés | Versenyző     | AUS | MAL | BRA | SMR | ESP | AUT | MON | CAN | EUR | GBR | FRA | GER | HUN | BEL | ITA | USA | JPN | Pontszám |
| -------- | ------------- | --- | --- | --- | --- | --- | --- | --- | --- | --- | --- | --- | --- | --- | --- | --- | --- | --- | -------- |
| 1        | M. Schumacher | 1   | 3   | 1   | 1   | 1   | 1   | 2   | 1   | 2   | 1   | 1   | 1   | 2   | 1   | 2   | 2   | 1   | 144      |
| 2        | Barrichello   | Ki  | Ki  | Ki  | 2   | NI  | 2   | 7   | 3   | 1   | 2   | NI  | 4   | 1   | 2   | 1   | 1   | 2   | 77       |
| 3        | Montoya       | 2   | 2   | 5   | 4   | 2   | 3   | Ki  | Ki  | Ki  | 3   | 4   | 2   | 11  | 3   | Ki  | 4   | 4   | 50       |
| 4        | R. Schumacher | Ki  | 1   | 2   | 3   | 11  | 4   | 3   | 7   | 4   | 8   | 5   | 3   | 3   | 5   | Ki  | 16  | 11  | 42       |
| 5        | Coulthard     | Ki  | Ki  | 3   | 6   | 3   | 6   | 1   | 2   | Ki  | 10  | 3   | 5   | 5   | 4   | 7   | 3   | Ki  | 41       |
| 6        | Räikkönen     | 3   | Ki  | 12  | Ki  | Ki  | Ki  | Ki  | 4   | 3   | Ki  | 2   | Ki  | 4   | Ki  | Ki  | Ki  | 3   | 24       |
| 7        | Button        | Ki  | 4   | 4   | 5   | 12  | 7   | Ki  | 15  | 5   | 12  | 6   | Ki  | Ki  | Ki  | 5   | 8   | 6   | 14       |
| 8        | Trulli        | Ki  | Ki  | Ki  | 9   | 10  | Ki  | 4   | 6   | 8   | Ki  | Ki  | Ki  | 8   | Ki  | 4   | 5   | Ki  | 9        |
| 9        | Irvine        | 4   | Ki  | 7   | Ki  | Ki  | Ki  | 9   | Ki  | Ki  | Ki  | Ki  | Ki  | Ki  | 6   | 3   | 10  | 9   | 8        |
| 10       | Heidfeld      | Ki  | 5   | Ki  | 10  | 4   | Ki  | 8   | 12  | 7   | 6   | 7   | 6   | 9   | 10  | 10  | 9   | 7   | 7        |
| 11       | Fisichella    | Ki  | 13  | Ki  | Ki  | Ki  | 5   | 5   | 5   | Ki  | 7   |     | Ki  | 6   | Ki  | 8   | 7   | Ki  | 7        |
| 12       | Villeneuve    | Ki  | 8   | 10  | 7   | 7   | 10  | Ki  | Ki  | 12  | 4   | Ki  | Ki  | Ki  | 8   | 9   | 6   | Ki  | 4        |
| 13       | Massa         | Ki  | 6   | Ki  | 8   | 5   | Ki  | Ki  | 9   | 6   | 9   | Ki  | 7   | 7   | Ki  | Ki  |     | Ki  | 4        |
| 14       | Panis         | Ki  | Ki  | Ki  | Ki  | Ki  | Ki  | Ki  | 8   | 9   | 5   | Ki  | Ki  | 12  | 12  | 6   | 12  | Ki  | 3        |
| 15       | Sato          | Ki  | 9   | 9   | Ki  | Ki  | Ki  | Ki  | 10  | 16  | Ki  | Ki  | 8   | 10  | 11  | 12  | 11  | 5   | 2        |
| 16       | Webber        | 5   | Ki  | 11  | 11  | NI  | 12  | 11  | 11  | 15  | Ki  | 8   | Ki  | 16  | Ki  | Ki  | Ki  | 10  | 2        |
| 17       | Salo          | 6   | 12  | 6   | Ki  | 9   | 8   | Ki  | Ki  | Ki  | Ki  | Ki  | 9   | 15  | 7   | 11  | 14  | 8   | 2        |
| 18       | Frentzen      | KIZ | 11  | Ki  | Ki  | 6   | 11  | 6   | 13  | 13  | Ki  | NK  | Ki  |     |     |     | 13  |     | 2        |
| 19       | McNish        | Ki  | 7   | Ki  | Ki  | 8   | 9   | Ki  | Ki  | 14  | Ki  | 11  | Ki  | 14  | 9   | Ki  | 15  | NI  | 0        |
| 20       | Yoong         | 7   | Ki  | 13  | NK  | NI  | Ki  | Ki  | 14  | Ki  | NK  | 10  | NK  |     |     | 13  | Ki  | Ki  | 0        |
| 21       | de la Rosa    | 8   | 10  | 8   | Ki  | Ki  | Ki  | 10  | Ki  | 10  | 11  | 9   | Ki  | 13  | Ki  | Ki  | Ki  | Ki  | 0        |
| 22       | Bernoldi      | KIZ | Ki  | Ki  | Ki  | Ki  | Ki  | 12  | Ki  | 11  | Ki  | NK  | Ki  |     |     |     |     |     | 0        |
| —        | Davidson      |     |     |     |     |     |     |     |     |     |     |     |     | Ki  | Ki  |     |     |     | 0        |
| Helyezés | Versenyző     | AUS | MAL | BRA | SMR | ESP | AUT | MON | CAN | EUR | GBR | FRA | GER | HUN | BEL | ITA | USA | JPN | Pontszám |

### Konstruktőrök bajnoksága
| Poz. | Konstruktőr      | #  | AUS | MAL | BRA | SMR | ESP | AUT | MON | CAN | EUR | GBR | FRA | GER | HUN | BEL | ITA | USA | JPN | Pontok |
| ---- | ---------------- | -- | --- | --- | --- | --- | --- | --- | --- | --- | --- | --- | --- | --- | --- | --- | --- | --- | --- | ------ |
| 1    | Ferrari          | 1  | 1   | 3   | 1   | 1   | 1   | 1   | 2   | 1   | 2   | 1   | 1   | 1   | 2   | 1   | 2   | 2   | 1   | 221    |
| 1    | Ferrari          | 2  | Ki  | Ki  | Ki  | 2   | Ni  | 2   | 7   | 3   | 1   | 2   | Ni  | 4   | 1   | 2   | 1   | 1   | 2   | 221    |
| 2    | Williams-BMW     | 5  | Ki  | 1   | 2   | 3   | 11  | 4   | 3   | 7   | 4   | 8   | 5   | 3   | 3   | 5   | Ki  | 16  | 11  | 92     |
| 2    | Williams-BMW     | 6  | 2   | 2   | 5   | 4   | 2   | 3   | Ki  | Ki  | Ki  | 3   | 4   | 2   | 11  | 3   | Ki  | 4   | 4   | 92     |
| 3    | McLaren-Mercedes | 3  | Ki  | Ki  | 3   | 6   | 3   | 6   | 1   | 2   | Ki  | 10  | 3   | 5   | 5   | 4   | 7   | 3   | Ki  | 65     |
| 3    | McLaren-Mercedes | 4  | 3   | Ki  | 12  | Ki  | Ki  | Ki  | Ki  | 4   | 3   | Ki  | 2   | Ki  | 4   | Ki  | Ki  | Ki  | 3   | 65     |
| 4    | Renault          | 14 | Ki  | Ki  | Ki  | 9   | 10  | Ki  | 4   | 6   | 8   | Ki  | Ki  | Ki  | 8   | Ki  | 4   | 5   | Ki  | 23     |
| 4    | Renault          | 15 | Ki  | 4   | 4   | 5   | 12  | 7   | Ki  | 15  | 5   | 12  | 6   | Ki  | Ki  | Ki  | 5   | 8   | 6   | 23     |
| 5    | Sauber-Petronas  | 7  | Ki  | 5   | Ki  | 10  | 4   | Ki  | 8   | 12  | 7   | 6   | 7   | 6   | 9   | 10  | 10  | 9   | 7   | 11     |
| 5    | Sauber-Petronas  | 8  | Ki  | 6   | Ki  | 8   | 5   | Ki  | Ki  | 9   | 6   | 9   | Ki  | 7   | 7   | Ki  | Ki  | 13  | Ki  | 11     |
| 6    | Jordan-Honda     | 9  | Ki  | 13  | Ki  | Ki  | Ki  | 5   | 5   | 5   | Ki  | 7   | NK  | Ki  | 6   | Ki  | 8   | 7   | Ki  | 9      |
| 6    | Jordan-Honda     | 10 | Ki  | 9   | 9   | Ki  | Ki  | Ki  | Ki  | 10  | 16  | Ki  | Ki  | 8   | 10  | 11  | 12  | 11  | 5   | 9      |
| 7    | Jaguar-Cosworth  | 16 | 4   | Ki  | 7   | Ki  | Ki  | Ki  | 9   | Ki  | Ki  | Ki  | Ki  | Ki  | Ki  | 6   | 3   | 10  | 9   | 8      |
| 7    | Jaguar-Cosworth  | 17 | 8   | 10  | 8   | Ki  | Ki  | Ki  | 10  | Ki  | 11  | 11  | 9   | Ki  | 13  | Ki  | Ki  | Ki  | Ki  | 8      |
| 8    | BAR-Honda        | 11 | Ki  | 8   | 10  | 7   | 7   | 10  | Ki  | Ki  | 12  | 4   | Ki  | Ki  | Ki  | 8   | 9   | 6   | Ki  | 7      |
| 8    | BAR-Honda        | 12 | Ki  | Ki  | Ki  | Ki  | Ki  | Ki  | Ki  | 8   | 9   | 5   | Ki  | Ki  | 12  | 12  | 6   | 12  | Ki  | 7      |
| 9    | Minardi-Asiatech | 22 | 7   | Ki  | 13  | NK  | Ni  | Ki  | Ki  | 14  | Ki  | NK  | 10  | NK  | Ki  | Ki  | 13  | Ki  | Ki  | 2      |
| 9    | Minardi-Asiatech | 23 | 5   | Ki  | 11  | 11  | Ni  | 12  | 11  | 11  | 15  | Ki  | 8   | Ki  | 16  | Ki  | Ki  | Ki  | 10  | 2      |
| 10   | Toyota           | 24 | 6   | 12  | 6   | Ki  | 9   | 8   | Ki  | Ki  | Ki  | Ki  | Ki  | 9   | 15  | 7   | 11  | 14  | 8   | 2      |
| 10   | Toyota           | 25 | Ki  | 7   | Ki  | Ki  | 8   | 9   | Ki  | Ki  | 14  | Ki  | 11  | Ki  | 14  | 9   | Ki  | 15  | Ni  | 2      |
| 11   | Arrows-Cosworth  | 20 | Kiz | 11  | Ki  | Ki  | 6   | 11  | 6   | 13  | 13  | Ki  | NK  | Ki  |     |     |     |     |     | 2      |
| 11   | Arrows-Cosworth  | 21 | Kiz | Ki  | Ki  | Ki  | Ki  | Ki  | 12  | Ki  | 10  | Ki  | NK  | Ki  |     |     |     |     |     | 2      |
| Poz. | Konstruktőr      | #  | AUS | MAL | BRA | SMR | ESP | AUT | MON | CAN | EUR | GBR | FRA | GER | HUN | BEL | ITA | USA | JPN | Pontok |

### Statisztikák
|    | Gyártó           | Modell      | Motor                               | Gumi | Győzelem | Dobogó | Pole pozíció | Leggy. kör | Pont |
| -- | ---------------- | ----------- | ----------------------------------- | ---- | -------- | ------ | ------------ | ---------- | ---- |
| 1  | Ferrari          | F2001 F2002 | Ferrari 050 V10 Ferrari 051 V10     | B    | 15       | 27     | 10           | 12         | 221  |
| 2  | Williams-BMW     | FW24        | BMW P82 V10                         | M    | 1        | 13     | 7            | 3          | 92   |
| 3  | McLaren-Mercedes | MP4-17      | Mercedes-Benz F0110M V10            | M    | 1        | 10     |              | 2          | 65   |
| 4  | Renault          | R202        | RS22 V10                            | M    |          |        |              |            | 23   |
| 5  | Sauber-Petronas  | C21         | Petronas 02A V10                    | B    |          |        |              |            | 11   |
| 6  | Jordan-Honda     | EJ12        | Honda RA002E V10                    | B    |          |        |              |            | 9    |
| 7  | Jaguar-Cosworth  | R3 R3B      | Cosworth CR-3 V10 Cosworth CR-4 V10 | M    |          | 1      |              |            | 8    |
| 8  | BAR-Honda        | 004         | Honda RA002E V10                    | B    |          |        |              |            | 7    |
| 9  | Minardi-Asiatech | PS02        | Asiatech AT02 V10                   | M    |          |        |              |            | 2    |
| 10 | Toyota           | TF102       | RVX-02 V10                          | M    |          |        |              |            | 2    |
| 11 | Arrows-Cosworth  | A23         | Cosworth CR-3 V10 Cosworth CR-4 V10 | B    |          |        |              |            | 2    |